# Sparks
Sparks és una població dels Estats Units a l'estat de Nevada. Segons el cens del 2008 tenia 89.449 habitants.

## Demografia
Segons el cens del 2000, Sparks tenia 66.346 habitants, 24.601 habitatges, i 16.637 famílies La densitat de població era de 1070,89 habitants per km².
Dels 24.601 habitatges en un 35,2% hi vivien nens de menys de 18 anys, en un 50,0% hi vivien parelles casades, en un 12,0% dones solteres, i en un 32,4% no eren unitats familiars. En el 24,3% dels habitatges hi vivien persones soles el 7,7% de les quals corresponia a persones de 65 anys o més que vivien soles. El nombre mitjà de persones vivint en cada habitatge era de 2,67 i el nombre mitjà de persones que vivien en cada família era de 3,19.
Per edats la població es repartia de la següent manera: un 26,9% tenia menys de 18 anys, un 9,2% entre 18 i 24, un 31,6% entre 25 i 44, un 22,1% de 45 a 64 i un 10,2% 65 anys o més.
L'edat mediana era de 34,5 anys. Per cada 100 dones hi havia 97,68 homes. Per cada 100 dones de 18 o més anys hi havia 95,97 homes.
La renda mediana per habitatge era de 45.745$ i la renda mediana per família de 52.029$. Els homes tenien una renda mediana de 35.215$ mentre que les dones 28.242$. La renda per capita de la població era de 21.122$. Aproximadament el 6,5% de les famílies i el 8,0% de la població estaven per davall del llindar de pobresa.

## Poblacions més properes
El següent diagrama mostra les poblacions més properes.